# María Jesús Bonilla Domínguez
María Jesús Bonilla Domínguez (Madrid, 28 de julio de 1964) es una política española, diputada por el Partido Popular en el Congreso durante la IX, X, XI, XII y XIII legislaturas.

## Biografía
Licenciada en Derecho por la Universidad Autónoma de Madrid, es abogada de profesión. A nivel político, fue concejala en el Ayuntamiento de Tarancón desde el 13 de junio de 1999 hasta el 26 de mayo de 2019 cuando no accedió a las listas del partido en la ciudad, además, fue alcaldesa de esta misma localidad entre 2011 y 2015. Además, fue diputada en las Cortes de Castilla-La Mancha, donde fue secretaria general del Grupo Popular desde 2003 a 2007 a la vez que diputada en la Diputación Provincial de Cuenca desde 2003 a 2007, y senadora en la VII Legislatura (2000-2004). En 2008 fue elegida diputada por Cuenca en el Congreso, siendo reelegida en 2011, 2015 y 2016, en 2019, no consiguió escaño en el congreso debido a que su partido solo consiguió un escaño por su provincia, pero debido a la renuncia de Rafael Catalá de su escaño, esta le reemplazó.